# Jean-Baptiste Massillon

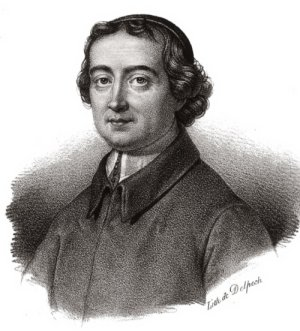
Jean-Baptiste Massillon

Jean-Baptiste Massillon (* 24. Juni 1663 in Hyères; † 28. September 1742 in Beauregard-l’Évêque im Département Puy-de-Dôme) war ein französischer Prediger, Theologe und Bischof.

## Leben
Massillon trat 1681 in die Kongregation des Oratoriums ein und wurde von Erzbischof Louis-Antoine de Noailles zum Regens des Seminars Saint-Magloire in Paris berufen, wo er 20 Jahre lang blieb. In dieser Zeit entwickelte er sich zu einem der bekanntesten Prediger seiner Zeit.
Ludwig XIV. wählte ihn 1704 zu seinem Hofprediger. Nach dem Tod Ludwigs wurde er 1717 zum Bischof von Clermont ernannt. Der Regent Philippe II., Herzog von Orléans, erteilte ihm den Auftrag, vor dem erst neunjährigen König Ludwig XV. die Fastenpredigten zu halten.
Bei dieser Veranlassung schrieb Massillon die unter dem Titel: Petit Carême  bekannten Reden.
1719 wurde er Mitglied der Académie française (Sitz 4).

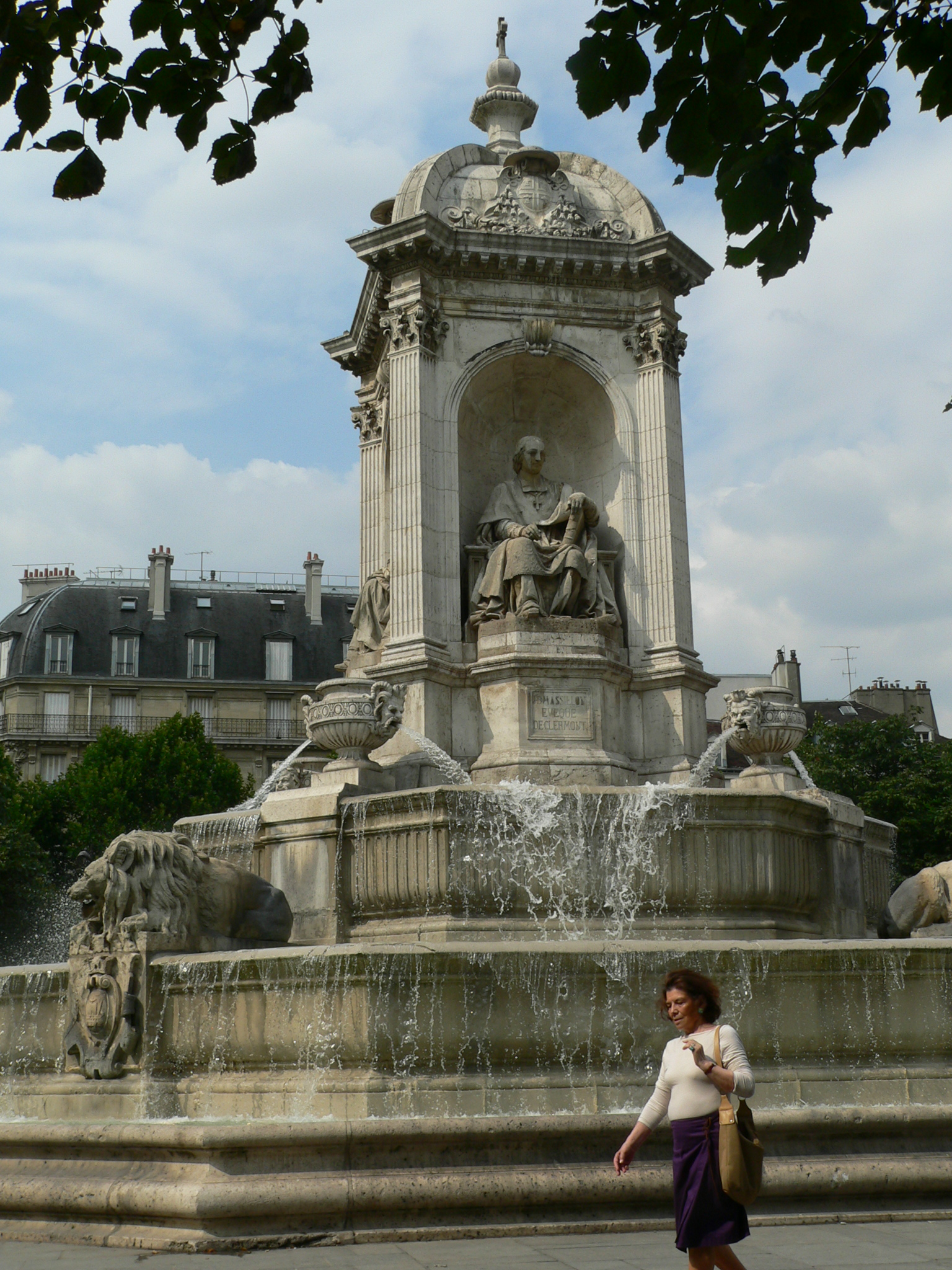
Fontaine Saint-Sulpice auf der Place Saint-Sulpice in Paris. Statue von Jean-Baptiste Massillon

## Werkausgaben
- Jean-Baptiste Massillon (9 Bde., Paris 1745)
- Œuvres (15 Bde., Lyon 1810)
- Œuvres complètes (1865–1867)
- Joseph Lutz: Massillons Ausgewählte Predigten (1889)